# Homes a l'aigua
Homes a l'aigua (títol original en anglès, Swimming with Men) és una pel·lícula de comèdia dramàtica esportiva britànica del 2018 protagonitzada per Rob Brydon, Jane Horrocks, Rupert Graves, Daniel Mays, Thomas Turgoose, Jim Carter, Adeel Akhtar i Charlotte Riley. La va dirigir Oliver Parker. S'ha doblat i subtitulat al català.
El guionista Aschlin Ditta va basar el guió en el documental suec Män som simmar del 2010. La pel·lícula va clausurar el Festival Internacional de Cinema d'Edimburg l'1 de juliol de 2018. Es va estrenar als cinemes del Regne Unit el 4 de juliol.

## Repartiment
- Rob Brydon com a Eric Scott
- Jane Horrocks com a Heather Scott
- Rupert Graves com a Luke
- Daniel Mays com a Colin
- Adeel Akhtar com a Kurt
- Thomas Turgoose com a Tom
- Jim Carter com a Ted
- Charlotte Riley com a Susan
- Nathaniel Parker com a Lewis